# توقيت أوروغواي
تقع الأوروغواي على خط طول مناسب لإزاحة ت ع م-04:00، لكنها تستخدم في الواقع إزاحة ت ع م-03:00. اعتادت أوروجواي مراعاة التوقيت الصيفي (ت ع م-02:00) من أكتوبر حتى مارس. في 30 يونيو 2015، قررت حكومة أوروغواي إلغاء التوقيت الصيفي، وإنشاء المنطقة الزمنية ت ع م-03:00 على مدار السنة. يُستخدم مصطلح "UYT" داخل وخارج البلاد للإشارة إلى توقيت أوروغواي المحدد.

## قاعدة بيانات المنطقة الزمنية
في ملف zone.tab بقاعدة بيانات المنطقة الزمنية، يوجد في أوروغواي المنطقة التالية:
- America/Montevideo، تغطي جميع أراضيها